# Síndrome de Treacher Collins
El síndrome de Treacher Collins es una enfermedad genética caracterizada por malformaciones craneofaciales tales como la ausencia del hueso cigomático. Su causa es una mutación de un gen del cromosoma 5 y puede ser de forma espontánea o por la transmisión hereditaria del gen defectuoso, que impide la correcta formación de los huesos del cráneo, los pómulos y la mandíbula. Este patrón de herencia es llamado "dominante" y este afecta a los hombres y a las mujeres por igual (autosómico).
Entre estos existen tres tipos de síndromes STCF1,STCF2 y STCF3.
Este padecimiento afecta 1 de cada 50 000 nacimientos.
Lleva el nombre del cirujano y oftalmólogo inglés Edward Treacher Collins (1862-1932), quien describió sus características esenciales en el año 1900. En 1949 A. Franceschetti y D. Klein describieron las mismas características en sus propias observaciones sobre la enfermedad, a la que dieron el nombre de disostosis mandibulofacial.

## Descripción
Se caracteriza por deformidades craneofaciales tales como:          
- Bloqueo de vista (que puede causar la muerte del infante).
- Ausencia de pómulos.
- Una hipoplasia (desarrollo incompleto de los huesos cigomáticos).
- Anomalías en el oído externo.
- Un coloboma en los párpados inferiores (defecto congénito del iris, orificios, fisuras o hendiduras).
- Ausencia de pestañas.
- Paladar hendido (fisura o grieta que comunica la boca con la cavidad nasal).
- Cerca de la mitad de los afectados por el síndrome sufren una sordera de transmisión debido a una anomalía en la cadena de huesecillos.

Las características físicas usualmente incluyen: ojos inclinados hacia abajo; cortes en el párpado inferior; los extremos de los ojos se inclinan hacia abajo por el escaso desarrollo de la estructura ósea subyacente del rostro. En la parte del párpado más cercana a la nariz, cerca del "corte", no hay pestañas en ocasiones. La visión no está afectada generalmente. Los sujetos afectados pueden tener estrabismo (el o los ojos hacia adentro - convergencia -) y pueden requerir anteojos, pero esto no difiere en forma significativa de las personas no afectadas; boca ancha, nariz prominente; mentón pequeño con un agudo ángulo de la mandíbula inferior; orejas mal desarrolladas, malformadas y/o prominentes; y "patillas" (capas de cabello que se extienden en frente de las orejas).

## Tratamiento
En algunos casos se puede necesitar intervenciones de emergencia, traqueotomía, seguimiento fonoaudiológico y oftalmológico para prevenir o corregir la sordera y la ceguera.
Sólo se pueden corregir las malformaciones mediante cirugía reconstructiva y plástica para mejorar los síntomas y prevenir complicaciones.
Las personas con este síndrome sufren apnea del sueño, reciben terapia del habla y lenguaje, complicaciones al comer y al respirar, ceguera y sordera. Muchos pacientes con labio leporino no presentan el hueso que sostiene los dientes y si no se trata a tiempo los dientes se caen, hay que hacer cirugía para reconstruir o poner una prótesis. Al igual pacientes con paladar hendido. Muchos de estos problemas son tratables pero se deben de tomar todas las medidas de precaución, además de practicar los estudios necesarios para ayudar a la persona.

## Causa

El Síndrome de Treacher Collins se transmite con un patrón autosómico dominante

Una de las victorias más recientes en genética craneofacial fue el descubrimiento del gen causante del síndrome de Treacher Collins.
El gen TCOF1 o Treacle está implicado en la transcripción de genes de ADN ribosómico, y está activo durante el desarrollo embrionario temprano en las 
estructuras que se convierten en huesos y otros tejidos faciales.